# Balta (Mehedinți)
Balta è un comune della Romania di 1252 abitanti, ubicato nel distretto di Mehedinți, nella regione storica dell'Oltenia. 
Il comune è formato dall'unione di 7 villaggi: Balta, Coada Cornetului, Costești, Gornovița, Nevățu, Prejna, Sfodea.